# Brodequin
Brodequin — американская брутал-дэт-метал-группа, основанная в 1998 году в Ноксвилле (Теннесси). Группа выпустила три студийных альбома — Instruments of Torture (2000), Festival of Death (2001) и Methods of Execution (2004), после чего в 2008 году распалась. В 2015 коллектив собрался вновь, а в 2024 году состоялся выход четвёртого LP, получившего название Harbinger of Woe.

## История
Группа была основана в 1998 году в Ноксвилле (Теннесси) братьями Джейми и Майком Бейли. В следующем году вышло одноимённое группе демо, а в 2000 году — дебютный полноформатный альбом Instruments of Torture. Через год вышел второй альбом Festival of Death. В 2003 состоялся выход мини-альбома Prelude to Execution, а уже в следующем году Brodequin выпустили третий полноформатник — Methods of Execution. В 2008 году коллектив распался. В 2015 музыканты собрались вновь, а в 2017 году состоялось выступление Brodequin на фестивале Maryland Deathfest. Мини-альбом Perpetuation of Suffering вышел в 2021 году. В 2024, спустя 20 лет с момента выхода последнего полноформатного альбома, Brodequin выпустили пластинку Harbinger of Woe. Релиз состоялся 22 марта на лейбле Season of Mist. В мае того же года группа выступит на фестивале Maryland Deathfest 2024.

## Состав
Нынешний состав
- Jamie Bailey — бас-гитара, вокал (1998—2008, с 2015)
- Mike Bailey — гитара (1998—2008, 2015—2016, ? — н. в.)
- Joaquin Chavez — гитара (с 2016)
- Brennan Shackelford — ударные (с 2020)

Бывшие участники
- Chad Walls — ударные (1998—2002)
- Jon Engman — ударные (2002—2005, 2015—2016)
- Henning Paulsen — ударные (2005—2008)
- Jan Van Lugtenburg — ударные (2016—2020)

## Дискография
Студийные альбомы
- Instruments of Torture (2000)[6]
- Festival of Death (2001)[7][8]
- Methods of Execution (2004)[9]
- Harbinger of Woe (2024)[10][11][12]

EP
- Prelude to Execution (2003)
- Perpetuation of Suffering (2021)

Демо
- Brodequin (1999)

Сплиты
- Created to Kill (с Drowning, Aborted и Misery Index, 2002)
- Prelude to Execution/Stop the Madness (с Tears of Decay, 2004)